# Flatiron District

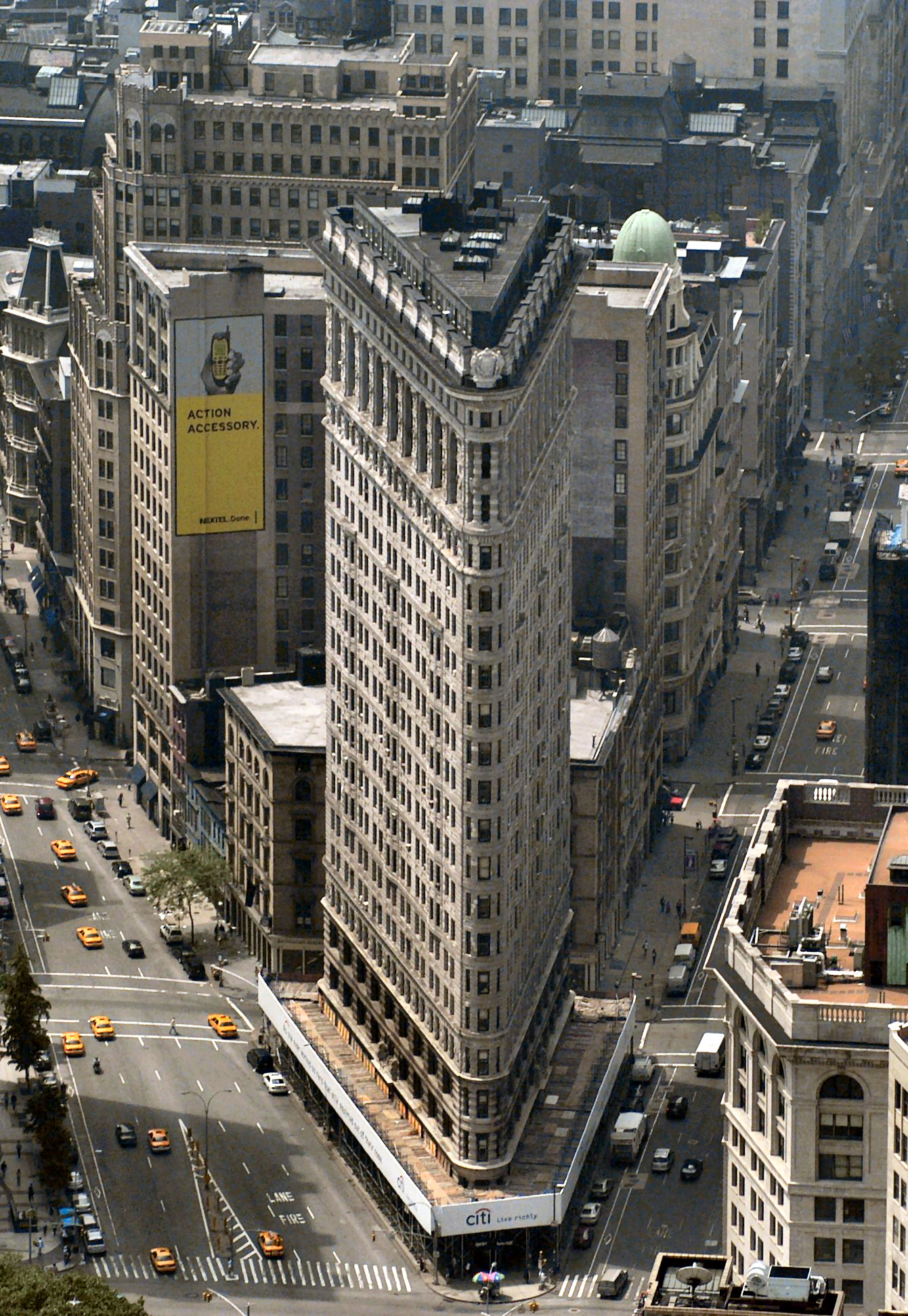
Den kända Flatiron Building som området är uppkallat efter.

Flatiron District är ett litet område i midtown på Manhattan, New York och uppkallat efter Flatiron Building. Byggnaden är inte alls så imponerade hög som sina grannar utan är istället känd för sin triangulära form. Designen var nödvändig för korsningen av 5th Avenue och Broadway. Madison Square Park, en liten grön park är belägen mellan Fifth Avenue och Madison Avenue. Madison Avenue börjar faktiskt Flatiron District vid 23rd Street och går norrut genom den kända Midtowndistriktet. Flatiron District är mer eller mindre klyftan mellan Midtown och Lower Manhattan.
Det finns många kända affärer i området som till exempel Ann Taylor, Victoria's Secret, Club Monaco och Origins.